# Turkestan
Turkestan, nekada navođen i kao Turkistan (doslovno "Zemlja Turaka") je u azijskoj povijesti označavao područja Centralne Azije između Sibira na sjeveru; Tibeta, suvremenog Pakistana, Afganistana i Irana na jugu; Pustinje Gobi na istoku te Kaspijskog mora na zapadu. Taj se izraz često koristi u mnogim turskim i perzijskim sagama, od kojih ga potonji opisuju kao dio Turana. Na tom području žive turkijski narodi koji potiču od Turaka Oguza -. Turkmeni, Uzbeci, Kazasi, Hazari, Kirgizi i Ujguri, a odatle su se razna turska plemena odselila u druga područja Euroazije, uključujući Tursku, Azerbajdžan, Tatarstan i Krim. Tadžici i Rusi danas čine najznačajnije ne-turkijske manjine na tom području.
Turkestan se tradicionalno dijeli na Zapadni Turkestan - što uključuje nekadašnji Ruski Turkestan i tzv. Afganski Turkestan - te Istočni Turkestan, koji odgovara teritoriji današnje autonomne oblasti Xinjiang u NR Kini. Kao granica dva Turkestana se najčešće navode gorja Tanšan i Pamir.